# التنزاون
التنزاون (به آلمانی: Altenzaun) یک منطقهٔ مسکونی در آلمان است که در Hohenberg-Krusemark واقع شده‌است.

## خصوصیات
التنزاون ۱۱٫۱۲ کیلومترمربع مساحت دارد ۲۶ متر بالاتر از سطح دریا واقع شده‌است.